# Casa de Ruy Barbosa
A Casa de Ruy Barbosa é uma entidade situada em Salvador, e vinculada à Associação Bahiana de Imprensa (ABI). A edificação foi a casa onde o baiano Ruy Barbosa morou até os 16 anos (de 1849 a 1865). Situada na rua que hoje leva o seu nome, no Centro Histórico de Salvador, mantém um museu dedicado à memória do jurista, contendo seus objetos pessoais e publicações.
A residência, pertencente à Associação Bahiana de Imprensa desde 1935, é administrada desde 1999 pela Faculdade Ruy Barbosa. O museu está fechado, teve peças roubadas em 2018 e há uma disputa judicial por conta da conservação do local e das obras, considerados em degradação. A Faculdade dificulta a perícia do local.
A reconstrução da casa onde Ruy morou até aos 16 anos foi um pleito da Associação Bahiana de Imprensa que, inicialmente, planejou torná-la sede da entidade. Outro plano para o local foi também a implantação de uma escola municipal. A ABl recebeu o terreno através de uma doação da Prefeitura de Salvador em 10 de setembro de 1935 como uma das ações em comemoração ao Dia do Jornalista daquele ano. Antes, o terreno estava sob posse da prefeitura desde 1919, quando foi repassado das mãos de Ernesto Simões Filho que o tinha adquirido em 20 de outubro de 1917 para preservação do local. A reconstrução do imóvel original ocorreu a partir de um esboço do pintor Presciliano Silva, baseado em fotos antigas. A pedra fundamental da Casa de Ruy foi colocada em 10 de setembro de 1941 e o museu da Casa de Ruy foi inaugurado em 5 novembro de 1949, no ensejo das comemorações do seu centenário de nascimento, com alguns objetos e documentos que fizeram parte de uma exposição. Entre as curiosidades documentais, os visitantes apreciaram a carta de demissão de Ruy como ministro da Fazenda e uma carta pessoal endereçada a noiva, Maria Augusta, que viria a ser sua esposa.